# Korn-shell
KornShell розроблений Девідом Корном з AT&T Bell Laboratories. Це — інтерактивна командна оболонка і мова програмування, яка забезпечує доступ до системи UNIX і багатьох інших систем. KornShell належить до родини Bourne-сумісних командних оболонок, тобто таких, які беруть початок і успадковують головні положення синтаксису у Bourne-shell'у (Sh). Іншими прикладами Bourne-сумісних командних оболонок є Bourne Again shell (bash), Z shell (Zsh).
На відміну від кількох інших реалізацій сумісних з Bourne-shell командних мов, є абсолютна сумісність Ksh з Sh «знизу вгору». Іншими словами, командна програма (скрипт), написана для Bourne-shell'а буде гарантовано працювати з Korn-shell'ом.
Існує кілька варіантів Korn-shell'у: Ksh-88, Ksh-93, PdKsh (Public Domain Ksh), DtKsh (Desktop Ksh).